# North Yorkshire
North Yorkshire er Englands største ceremonielle grevskab. Det ligger i regionen Yorkshire og Humber. En lille del af grevskabet ligger dog i regionen Nordvestengland. Det administrative grevskab var før 1. april 2023 inddelt i syv distrikter (Borough Councils). Fra 1. april 2023 er det administrative grevskab samlet i et distrikt, North Yorkshire, administreret af North Yorkshire Council, og North Yorkshire County Council er nedlagt sammen med det administrative grevskab.
Northallerton var administrationsby i det administrative grevskab, mens Harrogate har omkring 70.000 indbyggere. Blandt de andre byer kan nævnes Ripon med domkirken fra 1160, og kystbyen Whitby, der blev erobret af danske vikinger i 867.
Det ceremonielle grevskab består fra 1. april 2023 af fem selvstyrende kommuner (York, North Yorkshire, Redcar and Cleveland, Middlesbrough og Stockton-on-Tees (delvist i County Durham)).
I grevskabet ligger Yorkshire Dales og andre nationalparker.
54°06′N 1°21′V / 54.1°N 1.35°V